# هوارد فوكس
هوارد فوكس (بالإنجليزية: Howard Fox)‏ هو لاعب كرة قاعدة أمريكي، ولد في 4 سبتمبر 1920، وتوفي في 28 يونيو 2011.